# Værdikæde
Med værdikæden beskriver en virksomhed hvor og hvilke aktiviteter, der skaber værdi for virksomhedens produkter. Værdikæden kan ses som virksomhedens vurdering af, hvilken værdi en aktivitet skaber, i forhold til hvor store omkostninger aktiviteten indebærer.
Gennem værdikædens faser skabes der en merværdi – produktet bliver mere værd. F.eks. vil de fleste gerne give mere for en øl på en café, end prisen i supermarkedet. Dette skyldes at gennem caféens værdikæde tillægges øllen mere værdi gennem den oplevelse man får på caféen (service, omgivelser, glas, den er kold mv.).
Porter’s værdikæde ser virksomheden fra en helikopter-vinkel og dermed de hovedprocesser som eksisterer i virksomheden. Porter’s værdikæde tager udgangspunkt i produktionsvirksomheder, men med lidt kreativ tænkning kan modellen relativt ukompliceret tilpasses til servicevirksomheder og offentlige organisationer. 

## Generel teori
En virksomheds konkurrencedygtighed skabes ved et mix af mange forskellige aktiviteter – design, produktion, marketing, levering og support af produkter og serviceydelser. Dette er grundlaget for Porters kendte opstilling af at arbejde med en værdikæde. Den består af værdiaktiviteter og "margin" som er forskellen mellem den totale værdi og omkostningerne ved at fremstille og gennemføre aktiviteterne.
Værdikæden betragtes som en velegnet systematisk måde til at behandle hver enkelt hovedaktivitet i lys af konkurrencen og placeringen i værdisystemet (the value system)- jf. nedenfor.
Modellen skelner mellem de primære aktiviteter og støtteaktiviteter. Den konkrete fysiske fremstilling af produktet, salget og levering til forbrugeren er de primære aktiviteter. Støtteaktiviteterne er grundlaget for de primære aktiviteter og er naturligvis indbyrdes afhængige. 
Den punkterede linje illustrerer at produktion og fremskaffelse (procurement), den teknologiske udvikling og HR-management oftest ikke kan henføres til en specifik primær aktivitet men oftere indgår på tværs af hele værdikæden.
Hver enkelt af de primære aktiviteter kan opdeles i mere specifikke aktiviteter – afhængig af den konkrete branche og virksomhedsstrategi.
Eksempelvis kan service deles op i rådgivning, træning, produkttilpasninger og reparationer, garantiordninger m.fl.
Eksempel
Porter beskriver i sin Competitive Advantage detaljeret anvendelsen af værdikæden, beregninger af omkostninger i de enkelte "celler" og værdierne. Her skal blot gengives et enkelt praktisk eksempel på en værdikæde for at give modellen lidt mere kød og blod.

## Kritik af Porters værdikæde
Ovenstående værdikæde er ofte blevet kritiseret for ikke at kunne bruges i servicevirksomheder som for eksempel konsulentfirmaer. Dette problem er addresseret af Stabell & Fjeldstad, som foreslår 2 alternative værdikæder til analyse af virksomheder.
Stabell og Fjeldstad argumenterer for en supplerende opstilling af en value shop og en value network model: "We suggest that the value chain is but one of three generic value configurations. Based on Thompson's (1967) typology of long-linked, intensive and mediating technologies, we explore the idea that the value chain models the activities of a long-linked technology, while the value shop models firms where value is provided by mobilizing resources and activities to resolve a particular customer problem, and the value network models firms that create value by facilitating a network relationship between their customers using a mediating technology. Hospitals, professional services firms, and educational institutions are examples of firms that rely on an intensive technology. Examples of companies that create value by facilitating exchange among their customers are telephone companies, transportation companies, insurance companies and banks."

## Fodnoter
1. ↑  "Porters Værdikæde". Arkiveret fra originalen 15. april 2014. Hentet 11. marts 2014.
2. ↑  Stabell, Charles B. & Øystein D. Fjeldstad: Value Configuring for Competitive Advantage: On Chains, Shops and Networks. * Department of Strategy, Norwegian School of Management, BI No 9/1996